# WWF Rage in the Cage
WWF Rage in the Cage è un videogioco di tipo picchiaduro sul Wrestling professionistico, uscito nel 1993 su Sega Mega CD, pubblicato da Acclaim Entertainment. Il motore del gioco e lo stile grafico è uguale a WWF Royal Rumble per Super Nintendo e Sega Mega Drive uscito sempre lo stesso anno.

## Caratteristiche
Rage in the Cage è stato il primo videogioco della WWF con le riprese video sotto forma di clip FMV, per esempio come le clip delle mosse finali dei lottatori o la clip del lottatore che festeggia alla conclusione della modalità torneo. Inoltre, il gioco offre l'annuncio di ogni lottatore registrato da Howard Finkel e sproloqui tra i lottatori prima dei match. Tuttavia, per la musica del gioco, gli sviluppatori non sono riusciti ad approfittare del formato CD, infatti assomiglia alla musica dei giochi da 16 bit di quel periodo. Il gioco dispone di 20 lottatori, il più vasto roster in un videogioco visto fino a quel momento (questo numero non sarebbe stato superato fino a WWF Attitude, uscito ben sei anni dopo).
Ogni lottatore possiede pugni e calci, varie prese (giudicato da un sistema "Tira-la-Fune"), un attacco in corsa, una mossa sulle corde e una mossa finale unica per ogni lottatore. Sono disponibili anche tattiche scorrette da eseguire solo fuori dal ring o quando l'arbitro non è presente.

## Modalità di gioco
Nel gioco sono presenti vari tipi di match come il One fall match, il Brawl match e il Cage Match. Nel One fall match si vince con le regoli standard del wrestling. Nel Brawl match non è presente l'arbitro, il conteggio fuori dal ring non vale e le mosse scorrette sono accettate, il match si conclude solo quando un lottatore esaurisce la propria energia e non riesce più ad andare avanti. Nel Cage Match i lottatori si trovano in una gabbia e combattono tra di loro senza esclusioni di colpo, vince chi per primo riesce a sfuggire dalla gabbia.
Nel gioco è disponibile anche una modalità "Torneo" singleplayer, dove il giocatore sceglie un lottatore e deve provare a sconfiggere il resto del roster in semplici One fall match per diventare campione della WWF. Completato il torneo, si vedrà comparire sullo schermo una clip FMV che mostra la celebrazione del lottatore dopo la vittoria del torneo.
Non sono presenti modalità "Tag Team", nonostante l'inserimento di tag team reali come gli Headshrinkers, i Money Inc. e i Nasty Boys.

## Roster
| - Bam Bam Bigelow - Big Boss Man - Bret Hart - Crush - Headshrinker Fatu - Headshrinker Samu - IRS - Kamala - Lex Luger - Mr. Perfect | - Nasty Boy Knobbs - Nasty Boy Sags - Randy Savage - Razor Ramon - Rick Martel - Shawn Michaels - Tatanka - Ted DiBiase - The Undertaker - Yokozuna |